# Teofilakt
Teofilakt (przed 864 – 920) – konsul Rzymu od 915 roku i hrabia Tusculum, mąż Teodory, ojciec Marozji i Teodory Młodszej.
Wspólnie z żoną kontrolował na początku X wieku miasto Rzym i urząd papieski. Z jego rodziny wywodziły się dwa rywalizujące ze sobą rody arystokratyczne: Krescencjuszy i Tusculum.
W czasie swoich rządów Teofilakt i jego żona wpłynęli na mianowanie papieży: Anastazego III, Landa i Jana X.